# Stefan Späte
Stefan Späte (...) è un ex bobbista tedesco.

## Biografia
Viene ricordato come vincitore di una medaglia di bronzo nella sua disciplina, Ai mondiali del 1979 (edizione tenutasi a Königssee, Germania) insieme al connazionale Toni Mangold
Nell'edizione l'oro andò alla nazionale svizzera mentre l'argento all'altra tedesca.